# Simetría central

Simetría central plana en un naipe

En geometría, una simetría central (también llamada simetría respecto a un punto, o equinversión anormal) es una transformación afín en la que cada punto se refleja a través de un punto fijo determinado llamado centro de la simetría.
En ciencias físicas, y especialmente cuando se trata de estructuras cristalinas, se utilizan más comúnmente los términos simetría de inversión, inversión central o centrosimetría.

## Principales propiedades
- En una simetría central, los segmentos homólogos son iguales, y la medida de los ángulos correspondientes también es igual. Dos puntos correspondientes P y P’ son simétricos respecto al punto O, cuando son iguales los vectores PO y OP’, es decir, cuando P y P’ equidistan del centro de simetría O, que se encuentra en el centro del segmento PP'.[2]

- Expresado de otra forma, cualquier par de puntos centralmente simétricos A y A’ respecto a O, cumplen las dos siguientes condiciones: A y A’ están alineados, de modo que la recta que los une pasa por O; y la distancia de O al punto A es igual que la de O al transformado A’.

- Una simetría central es una involución: aplicarla dos veces equivale a la función identidad, y también puede interpretarse como una homotecia con factor de escala −1. El punto de inversión también se llama centro de homotecia.[3]

- Se dice que un objeto que es invariante bajo una reflexión puntual posee simetría puntual; y si es invariante bajo una reflexión puntual a través de su centro, se dice que posee simetría central o que es centralmente simétrico. Un grupo puntual que incluye un punto de reflexión entre sus simetrías se denomina centrosimétrico.

- En un espacio euclídeo, una reflexión puntual es una isometría (dado que conserva las distancias). En un plano, una reflexión puntual es lo mismo que un giro de media vuelta (es decir, un movimiento de rotación de 180° o π radianes). Cuando el punto de reflexión está situado en el centroide de un objeto, una simetría central equivale a un giro de media vuelta.

- El punto O, centro de simetría, está situado entre cualquier par de puntos A y su simétrico A'. El simétrico de O es el propio punto O.
- La imagen simétrica central de un segmento es otro segmento de igual tamaño. El centro de simetría está en el centro del segmento total, y es el único punto simétrico de sí mismo.
- La imagen  de un triángulo, mediante simetría central, es otro triángulo congruente con el primero.
- La imagen de un polígono, mediante simetría central, es otro polígono congruente con el primero.
- Los polígonos regulares con un número par de lados tienen como centro de simetría su centro geométrico (baricentro); de modo que a cualquier punto de este polígono, le corresponde un homólogo que está en el mismo polígono.[4]
- El centro de un triángulo equilátero no es centro de simetría, en el sentido de que reproduzca la misma figura, dado que el homólogo de cada vértice sale del lado opuesto. La misma situación se da en el caso de un tetraedro regular, cuyo centro geométrico no es un punto de simetría central del poliedro.[5]
- El centro de un cuadrado es el centro de simetría de la figura. De igual manera, el centro de un cubo es centro de la simetría puntual del sólido. El centro de la esfera también es el centro de la simetría puntual de la figura.

## Terminología
El término simetría central se utiliza ampliamente. Sin embargo, al ser una transformación involutiva (lo que significa que tiene orden 2 por ser su propia función inversa: al aplicarse dos veces, se obtiene la función identidad), se identifica con otras aplicaciones denominadas reflexiones que también cuentan con esta propiedad. Más específicamente, el término reflexión hace referencia a una simetría respecto a un hiperplano (un espacio afín {\displaystyle n-1} dimensional; como un punto en una recta; una recta en un plano; o un plano en un espacio tridimensional), con el hiperplano fijo, pero en términos más generales. En consecuencia, la palabra reflexión también se aplica a cualquier involución del espacio euclídeo, y el conjunto fijo (un espacio afín de dimensión k, donde {\displaystyle 1\leq k\leq n-1}) se denomina espejo. En la dimensión 1 coinciden, ya que un punto es un hiperplano respecto a la línea recta.
En términos del álgebra lineal, suponiendo que el origen es fijo, las involuciones son exactamente las aplicaciones representadas por matrices diagonalizables con todos los autovalores 1 o −1. La reflexión respecto a un hiperplano tiene un único valor propio −1 (y multiplicidad {\displaystyle n-1} en el valor propio 1), mientras que la reflexión puntual tiene solo el valor propio −1 (con multiplicidad n).
El término inversión no debe confundirse con el de geometría inversiva, donde la inversión se define con respecto a una circunferencia.

## Ejemplos
| Paralelógono hexagonal | Octógono |  |  |

En dos dimensiones, una reflexión puntual es lo mismo que un movimiento de rotación de 180 grados. En tres dimensiones, una reflexión puntual se puede describir como una rotación de 180 grados compuesta con una reflexión a través del plano de rotación, perpendicular al eje de rotación. En dimensión n, las reflexiones puntuales conservan la orientación si n es par y revierten la orientación si n es impar.

## Fórmulas
Dado un vector a en el espacio euclídeo Rn, la fórmula para la reflexión de a a través del punto p es:
{\displaystyle \mathrm {Ref} _{\mathbf {p} }(\mathbf {a} )=2\mathbf {p} -\mathbf {a} .}
En el caso en que p sea el origen, la reflexión puntual es simplemente el resultado de cambiar el signo al vector a.
En geometría euclídea, la inversión de un punto X con respecto a un punto P es un punto X* tal que P es el punto medio del segmento con puntos finales X y X*. En otras palabras, el vector de X a P es el mismo que el vector de P a X*.
La fórmula para la inversión en P es:
x* = 2p − x
donde p, x y x* son los vectores de posición de P, X y X* respectivamente.
Esta aplicación es una transformación afín involutiva isométrica, que tiene exactamente un punto fijo que es P.

## La simetría central como un caso especial de escala uniforme u homotecia
Cuando el punto de inversión P coincide con el origen, la reflexión del punto es equivalente a un caso especial de escalado, y coincide con una escala uniforme con factor de escala igual a −1. Este es un ejemplo de aplicación lineal.
Cuando P no coincide con el origen, la reflexión puntual es equivalente a un caso especial de homotecia: una homotecia con centro de homotecia coincidente con P y factor de escala −1 (este es un ejemplo de transformación afín no lineal).

## Grupo de simetría central

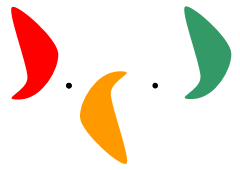
La composición de dos reflexiones puntuales desplazadas en 2 dimensiones es una traslación

La composición de reflexiones respecto a dos puntos es un traslación. Específicamente, la simetría central respecto a p seguida de la simetría central respecto a q es la traslación mediante el vector 2(q − p).
El conjunto que consta de todas las reflexiones y traslaciones de puntos es el subgrupo de Lie del grupo euclídeo. Es un producto semidirecto de Rn con un grupo cíclico de orden 2, actuando este último sobre Rn por cambio de signo. Es precisamente el subgrupo del grupo euclídeo el que fija en un punto la recta del infinito.
En el caso n = 1, el grupo de reflexión de puntos es el grupo de isometría completo de la recta.

## Simetría central en matemáticas
- La reflexión de un punto a través del centro de una esfera produce su punto antipodal.
- Un espacio simétrico es una variedad de Riemann con una reflexión isométrica en cada punto. Los espacios simétricos juegan un papel importante en el estudio de los grupos de Lie y de la geometría de Riemann.

## Simetría respecto a un punto de gráficos de funciones

### Descripción general

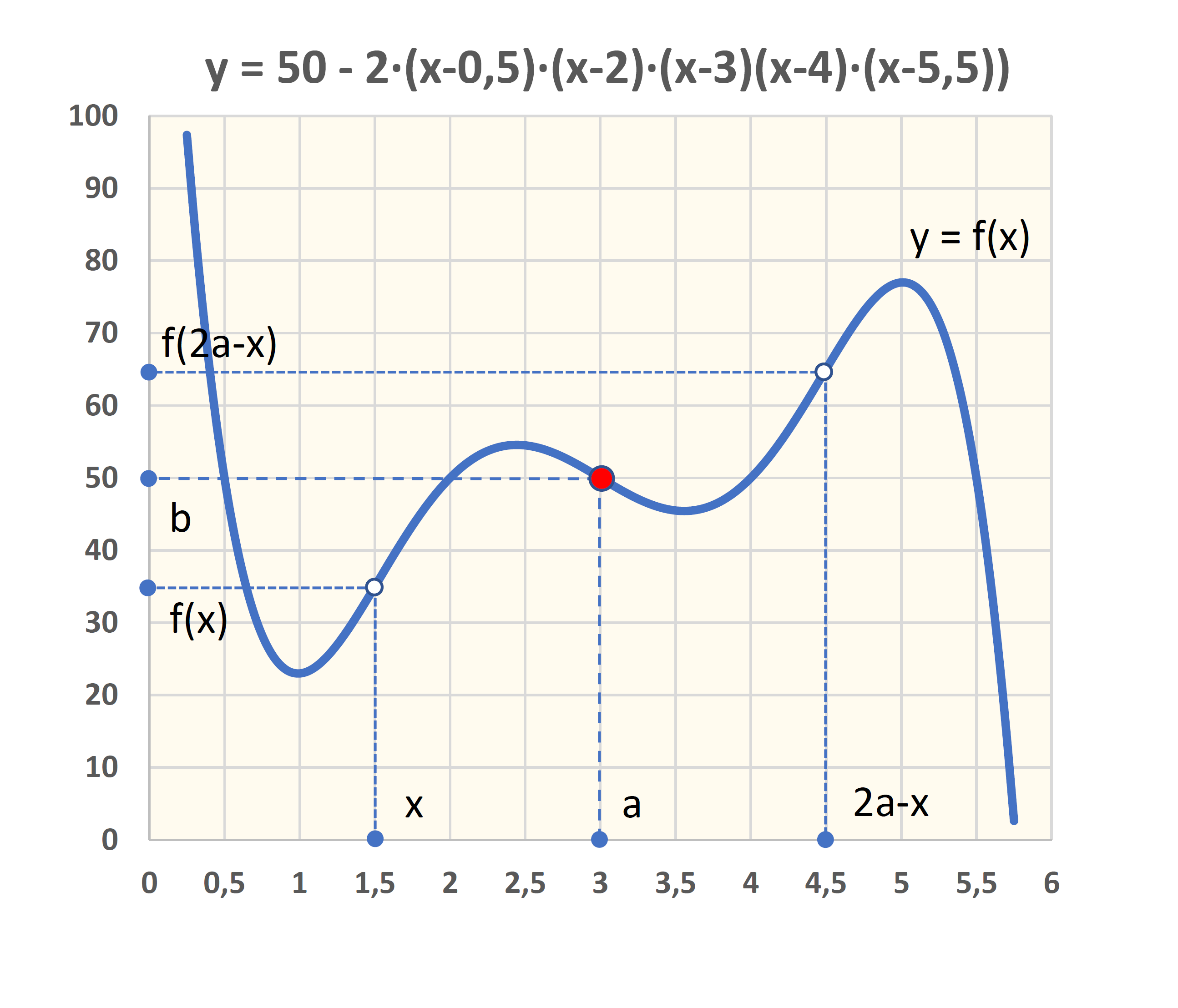
Gráfico de una función simétrica respecto a un punto

Una tarea común en matemáticas escolares es demostrar que el gráfico de una función {\displaystyle f\colon D\to \mathbb {R} } dada presenta simetría puntual en su dominio {\displaystyle D\subset \mathbb {R} } y con valores reales.
Si existe un punto {\displaystyle (a,b),} tal que para la función {\displaystyle f} la ecuación
{\displaystyle f(a+x)-b=-f(a-x)+b}
se aplica a todos los {\displaystyle x\in D}, entonces la función es simétrica respecto al punto {\displaystyle (a,b).} La condición mencionada equivale a la expresión siguiente:
{\displaystyle f(x)=2b-f(2a-x)}
como se demuestra haciendo la sustitución {\displaystyle x\to x-a}. En el caso especial de simetría puntual con respecto al origen {\displaystyle (0,0)}, esta ecuación se simplifica a
{\displaystyle f(-x)=-f(x).}
Si es válido para todo {\displaystyle x}, existe simetría puntual con respecto al origen de coordenadas. Entonces la función se llama {\displaystyle f} función impar.

### Ejemplos

#### Simetría con respecto al origen de coordenadas
Dada la función {\displaystyle f(x)=2x^{5}}, entonces:
{\displaystyle f(-x)=2(-x)^{5}=2(-1)^{5}x^{5}=2(-1)x^{5}=-2x^{5}=-f(x)}
En consecuencia, la gráfica de la función es simétrica respecto a un punto, con el centro de simetría en el origen (0,0).

#### Simetría con respecto al punto (0,2)
Dada la función {\displaystyle f(x)=2x^{5}+2}, se seleccionan {\displaystyle a=0} y {\displaystyle b=2.} Entonces se aplica lo siguiente:
{\displaystyle 2b-f(2a-x)=4-f(-x)=4-(2(-x)^{5}+2)=}
{\displaystyle =4-(-2x^{5}+2)=4+2x^{5}-2=2x^{5}+2=f(x)}
En consecuencia, la gráfica de la función es simétrica con respecto al punto {\displaystyle (0,2)} y se cumple que:
{\displaystyle -f(x)+2=f(-x)-2.}
Este método no permite determinar el punto de simetría {\displaystyle (0,2)}. Sin embargo, suele ser suficiente dibujar la gráfica de la función y deducir una estimación del punto de simetría.

## Simetría central en geometría analítica

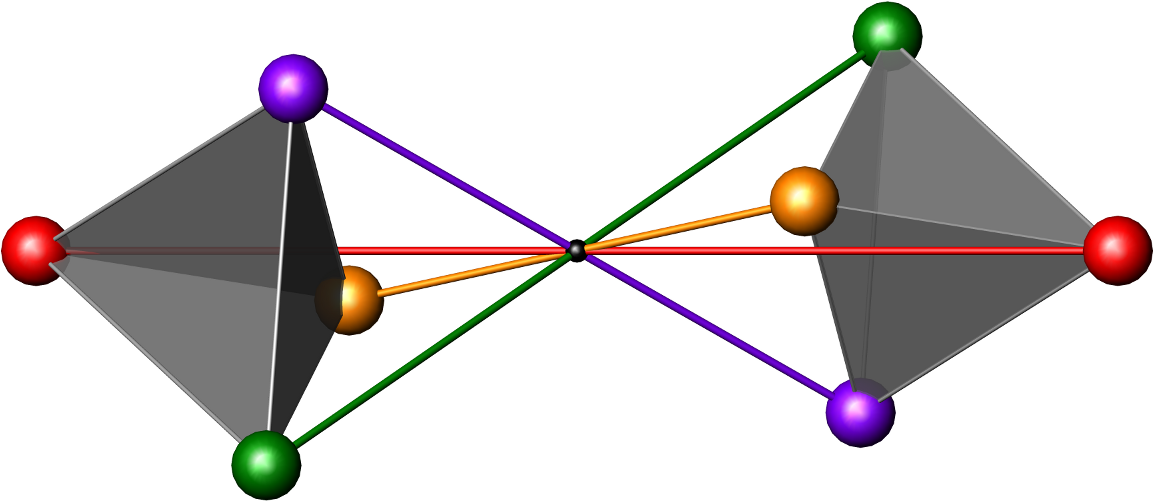
Reflexión puntual tridimensional.

Dado el punto {\displaystyle P(x,y)} y su reflexión {\displaystyle P'(x',y')} respecto al punto {\displaystyle C(x_{c},y_{c})}, este último es el punto medio del segmento {\displaystyle {\overline {PP'}}};
{\displaystyle {\begin{cases}x_{c}={\frac {x+x'}{2}}\\y_{c}={\frac {y+y'}{2}}\end{cases}}}
Por lo tanto, las ecuaciones para encontrar las coordenadas del punto reflejado son
{\displaystyle {\begin{cases}x'=2x_{c}-x\\y'=2y_{c}-y\end{cases}}}
Particular es el caso en el que el punto C tiene coordenadas {\displaystyle (0,0)} (véase la sección anterior), y entonces:
{\displaystyle {\begin{cases}x'=-x\\y'=-y\end{cases}}}

## Simetría central y números complejos
En el plano euclídeo, la simetría de centro Ω coincide con una rotación respecto al propio centro Ω, con un ángulo de 180° (π radianes).
En el plano complejo, sea ω el afijo de Ω y z el afijo de M.
Entonces, el afijo z'  de M'  es:
{\displaystyle \,z'={\rm {e}}^{{\rm {i}}\pi }(z-\omega )+\omega =-z+2\omega .}

## Características dimensionales
En un espacio euclídeo de dimensión par, es decir, en un espacio de 2N dimensiones, la inversión de un punto P es equivalente a N rotaciones de 180° (Π radianes) en cada plano de un conjunto arbitrario de N planos mutuamente ortogonales que se cruzan en P. Estas rotaciones son mutuamente conmutativas. Por lo tanto, la inversión en un punto en un espacio de dimensiones pares es una isometría que conserva la orientación, es decir, es una isometría directa.
En un espacio euclídeo de dimensión impar, es decir, en un espacio de (2N + 1) dimensiones, es equivalente a N rotaciones de 180° (Π radianes) en cada plano de un conjunto arbitrario de N planos mutuamente ortogonales que se cruzan en P, combinados con la reflexión en el subespacio de 2N dimensiones abarcado por estos planos de rotación. Por lo tanto, invierte en lugar de preservar la orientación, y por lo tanto, es una isometría indirecta.
Geométricamente en 3D equivale a un movimiento de rotación alrededor de un eje que pasa por P en un ángulo de 180°, combinado con la reflexión en el plano que pasa por P y que es perpendicular al eje. El resultado no depende de la orientación (en el otro sentido) del eje. Las notaciones para el tipo de operación, o el tipo de grupo que genera, son {\displaystyle {\overline {1}}}, Ci, S2 y 1×. El tipo del grupo es uno de los tres tipos de los grupos de simetría en 3D sin ninguna simetría rotacional pura (véase simetrías cíclicas con n = 1).
Los siguientes grupos de puntos en tres dimensiones contienen la inversión:
- Cnh y Dnh para n pares
- S2n y Dnd para n impar
- Th, Oh y Ih

Estrechamente relacionada con la inversión en un punto está la reflexión con respecto a un plano, que puede considerarse como una inversión respecto a un plano.

## Inversión respecto al origen
La inversión respecto al origen corresponde a una inversión aditiva del vector de posición, y también a la multiplicación escalar por −1. La operación conmuta con cualquier otra aplicación lineal, pero no con una traslación, dado que está en el centro del grupo lineal general. Cuando se menciona una inversión sin indicar respecto a un punto, a una recta o a un plano, esto significa que la inversión se verifica respecto al origen de coordenadas. En física, la reflexión tridimensional a través del origen también se denomina transformación de paridad.
En matemáticas, una reflexión a través del origen se refiere a la reflexión puntual del espacio euclídeo Rn a través del origen de coordenadas cartesianas. La reflexión a través del origen es una transformación ortogonal, correspondiente a la multiplicación escalar por {\displaystyle -1}, y también se puede escribir como {\displaystyle -I}, donde {\displaystyle I} es la matriz identidad. En tres dimensiones, esta aplicación hace corresponder {\displaystyle (x,y,z)\mapsto (-x,-y,-z)}, y así sucesivamente.

### Representaciones
Como matriz diagonal, está representada en cada base por una matriz con {\displaystyle -1} en la diagonal y, junto con la identidad, es el centro del grupo ortogonal {\displaystyle O(n)}.
Es un producto de n reflexiones ortogonales (reflexión a través de los ejes de cualquier base ortogonal); teniendo en cuenta que las reflexiones ortogonales conmutan.
De hecho, en dos dimensiones, es una rotación de 180 grados, y en la dimensión {\displaystyle 2n}, es una rotación de 180 grados en n planos ortogonales. Se observa de nuevo que las rotaciones en los planos ortogonales conmutan.

### Propiedades
Tiene determinante {\displaystyle (-1)^{n}} (proveniente de la representación matricial o como producto de reflexiones). Por lo tanto, conserva la orientación en una dimensión par, por lo que es un elemento del grupo ortogonal SO (2n). La orientación se invierte en una dimensión impar, por lo que no es un elemento de SO(2n+1) y en su lugar proporciona una división de la aplicación {\displaystyle O(2n+1)\to \pm 1}, mostrando ese {\displaystyle O(2n+1)=SO(2n+1)\times \{\pm I\}} como producto directo.
- Junto con la identidad forma el centro del grupo ortogonal.
- Conserva cada forma cuadrática, es decir, {\displaystyle Q(-v)=Q(v)} y, por lo tanto, también es un elemento de cada grupo ortonormal generalizado.
- Es igual a la identidad si y solo si la característica es 2.
- Es el elemento más largo del grupo de Coxeter de permutaciones signadas.

De manera análoga, es un elemento más largo del grupo ortogonal, con respecto al conjunto generador de reflexiones: todos los elementos del grupo ortogonal tienen largo como máximo n con respecto al conjunto generador de reflexiones, y la reflexión a través del origen tiene longitud n, aunque no es única en esto: otras combinaciones máximas de rotaciones (y en su caso, también de reflexiones) a su vez presentan longitud máxima.

### Geometría
En SO(2r), la reflexión a través del origen es el punto más alejado del elemento identidad con respecto a la métrica habitual. En O(2r + 1), la reflexión a través del origen no está en SO(2r+1) (está en el componente de no identidad), y no hay un sentido natural en el que es un punto más lejano que cualquier otro punto en el componente sin identidad, pero proporciona un espacio topológico puntado en el otro componente.

### Álgebras de Clifford y grupos de espín
No debe confundirse con el elemento {\displaystyle -1\in {\text{Espín }}(n)} en el grupo espinorial. Esto es particularmente confuso para grupos de giro pares, como {\displaystyle -I\in SO(2n)}, y por lo tanto en {\displaystyle {\text{Espín }}(n)} hay {\displaystyle -1} y 2 levantamientos de {\displaystyle -I}.
La reflexión a través de la identidad se extiende a un automorfismo de un álgebra de Clifford, llamado involución principal o involución de grado.
La reflexión a través de la identidad se eleva a un pseudoescalar.

## Simetría central y coordenadas

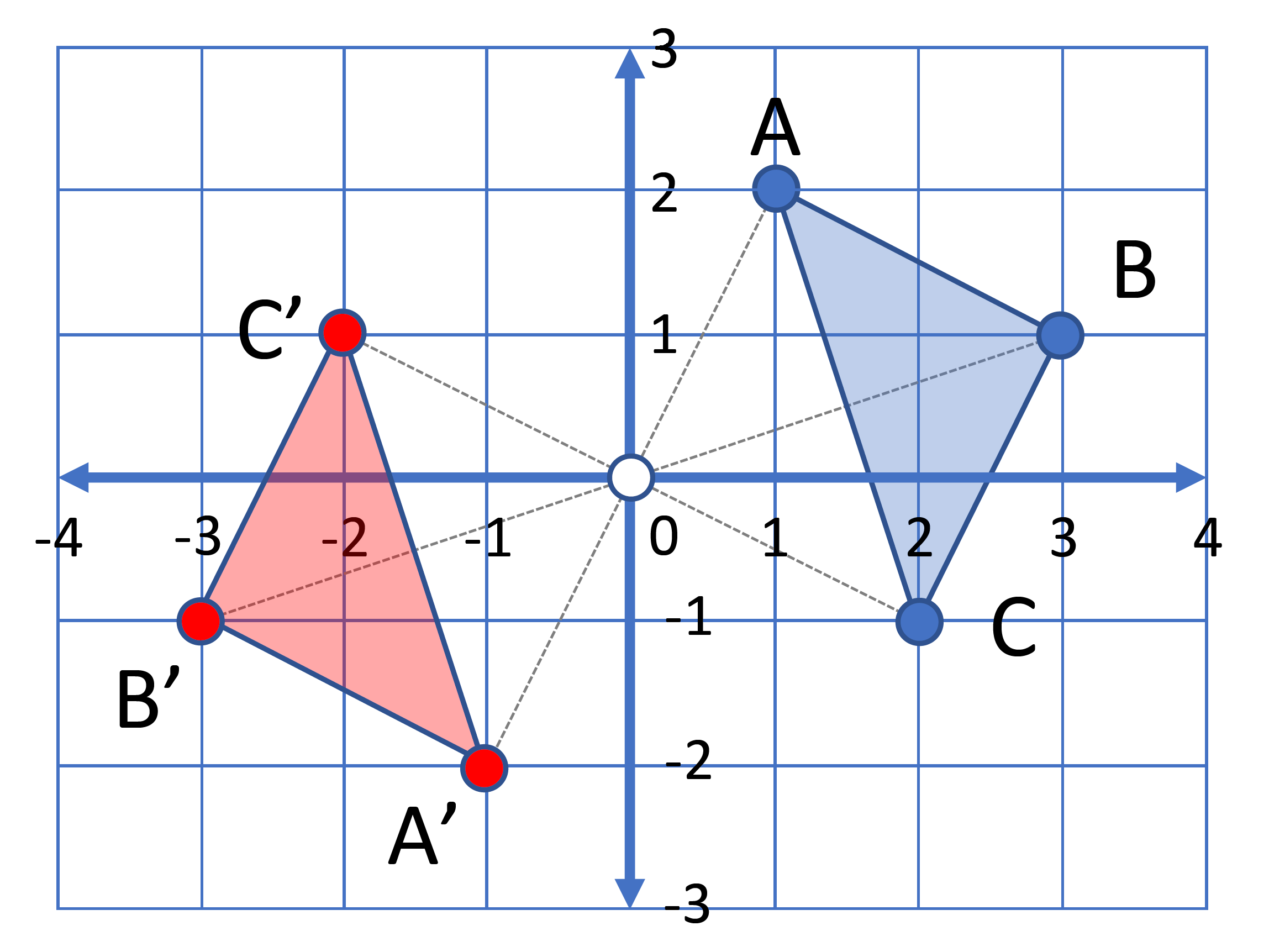
Gráfico del ejemplo que figura en la tabla

Los dos triángulos siguientes son simétricos con respecto al origen de coordenadas O:
| Coordenadas de los puntos | Coordenadas de sus simétricos |
| ------------------------- | ----------------------------- |
| A=(1, 2)                  | A’=(-1, -2)                   |
| B=(3, 1)                  | B’=(-3, -1)                   |
| C=(2, -1)                 | C’=(-2, 1)                    |

Para pasar de un punto a su simétrico, se cambia el signo de sus coordenadas:
Si P =(x,y); entonces P’=(-x,-y).
Dos puntos P=(x,y) y P’=(x’,y’) simétricos con respecto de origen de coordenadas, tienen sus abscisas y ordenadas de signo contrario.
Las ecuaciones de la simetría central son:
x’ = -x, y’ = -y

### Ejemplos
1. Sea la circunferencia definida por {\displaystyle x^{2}+y^{2}=r^{2}} (1): es simétrica respecto del centro de simetría (0;0) puesto que si P(x;y) satisface la ecuación de la circunferencia; el punto P(-x;-y) también lo hace.
2. Sea la elipse definida por {\displaystyle {\frac {x^{2}}{a^{2}}}+{\frac {y^{2}}{b^{2}}}=1}. Se comprueba que es simétrica respecto del origen de coordenadas (0;0), puesto que tanto P(x:y) como P'(-x;-y) satisfacen su ecuación.[8]

### En el espacio tridimensional
- Dado un punto P(x, y, z) y centro de simetría el origen de coordenadas, el simétrico de P es el punto P' (-x, -y, -z)
- Dado un punto P (en el plano o en el espacio ℝ3) y el centro de simetría Q, se hallan las coordenadas del simétrico P', mediante la ecuación de vectores:

2Q = P + P', o bien:
P' = 2Q - P, igualando las coordenadas hómólogas, generalizables a cualquier espacio euclídeo.

### Composición de simetrías

#### Con el mismo centro
- Como una simetría de centro O equivale a un giro de centro O y amplitud 180°, al aplicar una segunda transformación, el ángulo será de 360°, por lo que se obtiene la misma figura.

#### Con distinto centro
- La composición de dos simetrías centrales con distinto centro P y Q (Sp y Sq) es una traslación de vector el doble que el vector que une Q y P.